# ヤコビアン予想
数学におけるヤコビアン予想（英: Jacobian conjecture）とは多変数多項式に関する有名な問題である。これは1939年オット・ハインリヒ・ケラーによって初めて提出された。これは、代数幾何における問いであって、その主張を述べるのに微分積分学をわずかに超える程度の知識だけを要するものの例として、シュリーラム・アビヤンカールによって広く宣伝された。
ヤコビアン予想は膨大な証明が試みられては微妙な（些細で捉えにくい）誤りが判明してきたことで悪名高い。2018年現在これを証明したという尤もらしい主張はない。2変数の場合でさえ全ての努力に抵抗してきた。この予想が真であると信じるに足る説得的な理由は知られていないし、van den Essen (1997)によれば、変数が非常に多い場合にはこの予想は実際には偽であるという幾つかの疑いもある。ヤコビアン予想はスメイルの問題の16番にあたる。

## ヤコビアン
いま N > 1 を固定した正整数とし、X1, ..., XN を変数とし、体 k 上に係数を取る多項式 f1, ..., fN を考えよう。そしてベクトル値関数 F: kN → kN を次のごとく定義する：
F(c1, ..., cN) = (f1(c1, ...,cN),..., fN(c1,...,cN)).
(F は多項式写像である。)
F のヤコビアン（これは JF と書かれる）は偏微分 {\displaystyle \partial f_{i}/\partial X_{j}} からなる N × N 行列（ヤコビ行列）の行列式として定義される。
{\displaystyle J_{F}=\left|{\begin{matrix}{\frac {\partial f_{1}}{\partial X_{1}}}&\cdots &{\frac {\partial f_{1}}{\partial X_{N}}}\\\vdots &\ddots &\vdots \\{\frac {\partial f_{N}}{\partial X_{1}}}&\cdots &{\frac {\partial f_{N}}{\partial X_{N}}}\end{matrix}}\right|,}
このとき JF 自身 X1, ..., XN の N 変数の多項式関数である。

## 予想の定式化
多変数の連鎖律より、もし F が多項式（であるような）逆関数 G: kN → kN を持つならば、JF の逆数は多項式で表され、したがって非ゼロ定数である。ヤコビアン予想は下述のように部分的な逆の成立を述べるものである：
ヤコビアン予想: もし JF が非ゼロ定数で k が標数 0 を持つならば、F は逆関数 G: kN → kN を持ち、G は正則（各成分が多項式）である。
van den Essen (1997)によれば、2変数かつ整数係数という限定された場合について、1939年にKellerによって初めて予想された。（これは証明された。 § 諸結果を見よ。）
k が正標数 p を持つヤコビアン予想の明らかな類似物は1変数であってさえ成立しない。（正標数の）体の標数は素数でなければならないから、よって少なくとも 2 以上である。多項式 x − xp は微分 1 − px xp−2 を持ち、これは（px が 0 ゆえ）1 であるが、逆関数は持たない。しかしながら、Adjamagbo (1995)は、p が体の拡大 k(X) / k(F) の次数を割り切らないという仮定を追加することで、ヤコビアン予想を標数 p > 0 に拡張することを提案している。
JF ≠ 0 という条件は多変数微分積分学における逆関数定理に関係している。実際、滑らかな関数（もちろんとくに多項式）について、JF が非ゼロとなる任意の点で、F の滑らかな局所逆関数が存在する。例えば、写像 x → x + x3 は滑らかな大域的逆関数を持つけれども、それは多項式ではない。

## 諸結果
Wang (1980)は多項式の次数が 2 の場合にヤコビアン予想を証明した。Bass, Connell & Wright (1982)は一般の場合が次数 3 という特殊な場合から従うことを示した。あるいはもっと具体的に、F が立方斉次型、つまり F = (X1 + H1, ..., Xn + Hn) という形で、各 Hi がゼロまたは斉次立方（斉次の3次多項式）である場合に帰着される。Drużkowski (1983)は、さらに写像が立方線型つまりゼロでない Hi はどれも斉次線型多項式の立方（3乗）であると仮定できることを示した。これらの帰着は余計な変数を追加することによって為されているので、N を固定した場合には機能しない。
Connell & van den Dries (1983)はもしヤコビアン予想が偽ならば、それには整数係数であってヤコビアン行列式が 1 であるような反例を持つことを示した。その結果、ヤコビアン予想は標数 0 の全ての体で成立するか、もしくは全く成立しないかのどちらかである。（訳注：ある体で整数係数でヤコビアン行列式が 1 であるような反例が見つかったならば、その反例は他の任意の体に於いても反例になるから。）
k[X] で多項式環 k[X1, ..., Xn]、k[F] で f1, ..., fn によって生成される k-部分代数を表すことにしよう。所与の F に対し、ヤコビアン予想が真であるのは、k[X] = k[F] のときであり、かつそのときに限る。Keller (1939) は双有理型の場合、つまりふたつの体 k(X) と k(F) が等しい場合を証明した。k(X) が k(F) のガロア拡大の場合は、複素写像に対してはCampbell (1973)によって証明され、一般の写像についてはRazar (1979)およびWright (1981)によって独立に証明された。Moh (1983)は次数100以下の2変数のケースについて予想を検証した。
de Bondt, van den Essen & 2005, 2005とDrużkowski (2005)は独立に、ヤコビアン予想は立方斉次型で対称ヤコビアン行列を持つ複素写像の場合について証明すれば十分であることを示した。また立方線型で対称ヤコビアン行列を持つ写像について予想が成立することを、標数 0 の全ての体上で示した。
強実ヤコビアン予想とは、実多項式写像でヤコビアン行列がどこでも消えないものは滑らかな大域逆写像を持つ、というものである。これはそうした写像が位相的に固有写像になっているかを問うことに等しい。そのようなケースではその写像は単連結多様体の被覆写像になっており、したがって可逆である。Sergey Pinchuk (1994)は全次数が25あるいはそれ以上を持つ2変数の反例を構成した。
よく知られているように、ディキシミエ予想はヤコビアン予想を導く（Bass et al. 1982 を参照）。逆に、土基善文 (2005)とAlexei Belov-Kanel and Maxim Kontsevich (2007)によって独立に示されたように、2N 変数のヤコビアン予想は N 次元のディキシミエ予想を導く。この最後の含意の自己完結的で純粋に代数的な証明はP. K. Adjamagbo and A. van den Essen (2007)によって与えられている。同論文ではこれらの予想がポワソン予想と同値であることも証明している。